# Arzene
Arzene est une ancienne commune italienne de la province de Pordenone dans la région Frioul-Vénétie Julienne qui a fusionné en 2015 avec Valvasone.

## Administration
| Période                                  | Période | Identité | Étiquette | Qualité |
| ---------------------------------------- | ------- | -------- | --------- | ------- |
|                                          |         |          |           |         |
| Les données manquantes sont à compléter. |         |          |           |         |

### Hameaux
San Lorenzo.

### Communes limitrophes
Casarsa della Delizia, San Giorgio della Richinvelda, San Martino al Tagliamento, Valvasone, Zoppola.